# Margherita Paola Dall'Aglio
Margherita Paola Dall'Aglio (Parma, 27 febbraio 1758 – Parma, 5 settembre 1841) è stata una tipografa e letterata italiana attiva a Parma dal 1814 al 1834.

## Biografia
Nacque a Parma il 27 febbraio 1758 nel quartiere della Parrocchia di Santa Cristina da Filippo del fu Giuseppe e da Paola Trombara. Ebbe due fratelli, Pio (nato nel 1756 circa e morto nel 1799) e Giuseppe (nato nel 1761 circa e morto il 22 dicembre 1851), e una sorella, Maria (nata nel 1758 circa e morta il 4 gennaio 1831).
Faceva parte di una distinta famiglia della città di Parma e poteva vantare parenti illustri, tra cui il generale Vincenzo Dall'Aglio e suo fratello Giuseppe Dall'Aglio, Segretario del Magistrato di Brienne.
Il 19 marzo 1791 sposò il tipografo e stampatore Giambattista Bodoni, nella chiesa di Sant'Andrea di Parma, assistendolo sul lavoro per ventidue anni e proseguendo l'attività della tipografia dopo la sua morte, avvenuta Parma il 30 novembre 1813. Portò avanti anche l’attività di fonderia di caratteri, affidandone la gestione ad Antonio Comellini, in servizio fino al 1820, e continuò la vendita diretta delle pubblicazioni stampate dal marito. Margherita e Giambattista Bodoni non ebbero eredi diretti.
Nel 1809, dopo quello del marito, Giuseppe Bossi realizzò un suo ritratto, un olio su tela custodito presso il Museo Glauco Lombardi.

## Attività letteraria
Margherita Dall'Aglio fu letterata, pastorella d'Arcadia dal 1792 con il nome di Cloride Tanagria, come testimoniato dall'ode che le dedicò il conte Aurelio Bernieri Terrarossa, Alla ornatissima signora Paola Margherita Bodoni arcade in Roma col nome di Cloride Tanagria ode, opera stampata a Parma dal Bodoni nel 1792.
Si aggregò a diverse accademie, tra cui l'Accademia degli Unanimi di Torino, per cui il 26 dicembre 1796 fu nominata socia onoraria con il nome di «L'Eccelsa». Il 18 settembre 1802 diventò socia dell'Ordine delle Permenidi con il nome di «Amarilli della Rubiconia Simpemenia dei Filopatridi» e il 14 dicembre 1803 entrò a far parte della Società letteraria della stessa Accademia. Nel giugno 1815 venne ammessa all'Accademia Costante d'Italia con il nome di «Affabile».
Appassionata di musica, il 2 aprile 1825 venne eletta socia ordinaria della Società Filarmonica Ducale Parmense.
Nel 1798 incoraggiò l'acquisto da parte del marito della tenuta di campagna al Pozzetto, nei pressi di San Prospero Parmense, dove morì il 5 settembre 1841.

## Edizioni stampate
Ottenne il brevetto imperiale per esercitare il mestiere di tipografa in data 11 gennaio 1814.
È a lei che si deve la pubblicazione postuma, nel 1818, del Manuale Tipografico del Cavaliere Giambattista Bodoni, lavoro del marito durato una vita, portato a compimento solo grazie alla vedova, per il quale ella scrisse un’introduzione.
Completò le opere iniziate dal marito, tra cui i Le Fables di La Fontaine e le Oeuvres poetiques di Boileau.
Di seguito sono elencate le edizioni più significative stampate da Margherita Dall'Aglio:
1814
- Boileau, Nicolas, Oeuvres poétiques de Boileau Despréaux. (Brooks, n. 1150)[7]
- La Fontaine, Jean: de, Fables de La Fontaine. Con lettera dedicatoria della vedova Bodoni a Gioacchino Murat, re delle Due Sicilie. (Brooks, n. 1149)[8]

1815
- Berni degli Antoni, Vincenzo, De vita Joannis Donati commentariolum. (Brooks, n. 1153)[9]
- De Lama, Giuseppe, Questi e Bodoni. Ei di Saluzzo figlio / [Di G. de L.]. Versi. (Brooks, n. 1163)[10]
- Paciaudi, Paolo Maria, Memoria ed orazione del p. Paolo M.a Paciaudi intorno la biblioteca parmense. Con lettera dedicatoria della vedova Bodoni alla Colonia dei Pastori della Dora. (Brooks, n. 1157)[11]
- Torrigiani, Luigi, Celebrando il primo incruento sacrificio il signore don Giovanni Zanoli nel 18 giugno 1815 / [dell'avvocato Luigi Torrigiani]. (Brooks, n. 1162)[12]

1816
- De Lama, Giuseppe, Vita del cavaliere Giambattista Bodoni tipografo italiano e catalogo cronologico delle sue edizioni. 2 volumi. (Brooks, n. 1170)[13]

1817
- Rocca, Ignazio, Inscriptiones Ignatii Josephi filii Rocca Placentini.[14]
- Sofocle, Edipo coloneo tragedia di Sofocle recata in versi italiani dal cavaliere Giambatista Giusti. (Brooks n. 1193)[15]
- Vitali, Pietro, Sonetti quaresimali di Pietro Vitali.[16]
- Vitali, Pietro, Stanze sdrucciole di Pietro Vitali in morte de' fondatori d'Emonia.[17]
- Vitali, Pietro, Sonetti sopra i dolori della Vergine di Pietro Vitali gran pastore d'Emonia.[18]

- (1817-1824) Zani, Pietro, Enciclopedia metodica critico-ragionata delle belle arti dell'abate d. Pietro Zani fidentino. 28 volumi.[19]

1818
- Albertelli, Luigi, Ore libere del capitano Luigi Albertelli in guarnigione ed in campagna nelle differenti parti d'Italia Francia Spagna e Germania.[20]
- Bodoni, Giambattista, Manuale tipografico del cavaliere Giambattista Bodoni, in due volumi. (Brooks, n. 1216)[21]
- Leone, Evasio, Sul sepolcro di Sua Altezza Reale la principessa Carlotta Augusta di Galles. Visione di Evasio Leone [...] (Brooks, n. 1220)[22]
- Mistrali, Vincenzo, Il Catalogo. Oda al tipografo Giambattista Bodoni di Vincenzo Mistrali. (Brooks, n. 1213)[23]
- Q. Orazio Flacco, Di Q. Orazio Flacco Satira 5. Traduzione italiana con rami allusivi. (Brooks, n. 1212)[24]

1819
- Ceva, Tommaso, Due carmi del padre Tommaso Ceva gesuita tradotti in terze rime italiane dal dottore Giuseppe Adorni parmigiano con rami allusivi e col testo a fronte. (Brooks, n. 1222)[25]
- De Rossi, Giovanni Bernardo, Sinopsi della ermeneutica sacra o dell'arte di ben interpretare la Sacra Scrittura del professore G. Bernardo De-Rossi [...]. (Brooks, n. 1228)[26]
- Pope, Alexander, Saggio sull'uomo. Epistole di Alessandro Pope, tradotte da Michele Leoni. (Brooks, n. 1227)[27]

1820
- Alfabeto greco.[28]

1821
- Il giuoco degli scacchi renduto facile a' principianti. Trattatello tradotto dall'inglese con annotazioni ed aggiunte. (Brooks, n. 1245)[29]

1822
- Breme, Ludovico: Arborio Gattinara, marchese di, Brevi osservazioni di un Piemontese intorno alcune inesattezze di quattro racconti venuti in luce sopra la tentata rivoluzione del Piemonte nel 1821. (Brooks, n. 1254)[30]
- Stanisław, re di Polonia, Maximes et réflexions politiques, morales et religieuses, d'un administrateur couronné, qualifié du titre de philosophe bienfaisant, extraites des memoires de Stanislas Leckzinski roi de Pologne mort en 1766. (Brooks, n. 1255)[31]
- Zanardi Bottioni, Speciosa, Componimenti teatrali di Speciosa Zanardi Bottioni parmigiana.[32]

1824
- Bodoni, Margherita, A mademoiselle Savine Varron le jour de son mariage avec monsieur Louis Maberini madrigal / la veuve Bodoni. (Brooks, n. 1266)[33]
- Callimaco, Inni di Callimaco volgarizzati dal cavaliere Dionigi Strocchi. (Brooks, n. 1264)[34]

1825
- Mocchetti, Angelo, Dei monumenti. Carmi di Angelo Mocchetti. (Brooks, n.1272)[35]
- Tonani, Ramiro, Versi sul ponte del Taro e su quello della Trebbia. (Brooks, n. 1281)[36]

1826
- La Plejade parmense. (Brooks, n. 1286)[37]

1827
- Adorni, Giuseppe, Sopra Ercole versi e traduzione del dottore Giuseppe Adorni [...] (Brooks, n. 1293)[38]
- Beduschi, Antonio, Sullo stato attuale della tragedia in Italia discorso di Antonio Beduschi. (Brooks, n. 1294)[39]
- Gallenga, Antonio, Nel felice avvenimento della elezione del chiarissimo signore Macedonio Melloni alla cattedra di Fisica nella Ducale Università di Parma. (Brooks, n. 1292)[40]
- Mocchetti, Angelo, Dei benefizj carme. (Brooks, n. 1290)[41]

1829
- Fracastoro, Girolamo, La sifilide poema di Girolamo Fracastoro tradotto da Gio. Luigi Zaccarelli [...] (Brooks, n. 1308)[42]
- Toschi, Giacomo, Cenni sulla tolleranza rasoriana del professore Giacomo Toschi.[43]

1830
- Bertoluzzi, Giuseppe, Nuovissima guida per osservare le pitture sia a olio che a fresco esistenti nelle Chiese di Parma / compilata da Giuseppe Bertoluzzi.[44]

1833
- Meléndez Valdés, Juan, La colomba di Fille. Odi XVIII di D. Giovanni Melendez Valdes tradotte dallo spagnuolo in rime italiane dal dottore Giuseppe Adorni [...] e pubblicate nelle fauste nozze del signor cavaliere Enrico Mazzari-Fulcini di Parma colla nobile signora Fulvia degli Olivari di Modena. (Brooks, n.1320)[45]

1834
- Yriarte, Tomas de, Favole letterarie del signor Tommaso De Yriarte; tradotte dallo spagnuolo in rime italiane da Giuseppe Adorni. (Brooks, n.1321 bis)[46]

Numerose anche le pubblicazioni occasionali per nascite, nozze, monacazioni, morti, ma anche per celebrare attrici e cantanti. Particolarmente cospicua la produzione editoriale volta a celebrare la Duchessa Maria Luigia, sovrana di Parma, la quale commissionò a sua volta numerose stampe, tra cui avvisi di corte, partecipazioni di lutto e biglietti d’invito.
L’attività si concluse presumibilmente nel 1834, anno in cui venne stampata l’ultima edizione certa, le Favole letterarie del signor Tommaso De Yriarte tradotte dallo spagnuolo in rime italiane da Giuseppe Adorni [...] (Brooks, n.1321 bis).